# Elfringhauser Schweiz

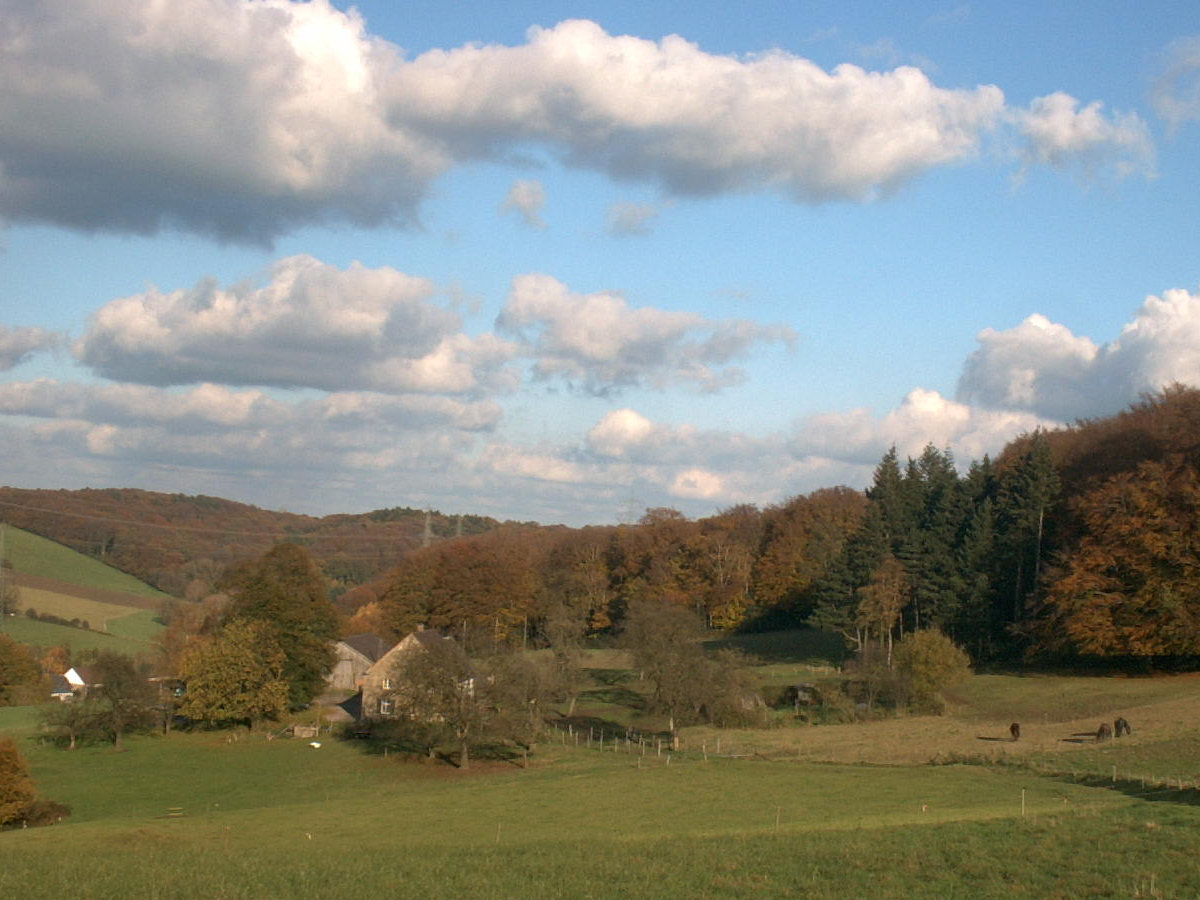
Herbst im Hügelland

Als Elfringhauser Schweiz wird der Teil der Bergisch-Märkischen Hügellandschaft südlich der Ruhr bei Elfringhausen zwischen Hattingen, Wuppertal, Sprockhövel und Velbert bezeichnet. Zwei tiefe Bachtäler, das Deilbachtal und das Felderbachtal, werden von teilweise 300 m hohen Erhebungen eingerahmt, zahlreiche Siepen führen von den Berghängen in die Täler.
Das Gebiet, auch „Hattinger Hügelland“ genannt, zählt westlich des Deilbachs (Teilbach, d. h. Grenzbach) zur Mittelgebirgsregion Bergisches Land, während der Bereich östlich davon dem märkischen Teil Westfalens angehört. Das Hügelland dient neben der Land- und Forstwirtschaft vor allem als Erholungsgebiet. Als beliebter Ausgangspunkt für viele Wanderwege gilt der erstmals 1482 urkundlich erwähnte Bergerhof südlich von Hattingen.
Geologisch ist das Gebiet von Interesse, weil am südöstlichen Rand einige der südlichsten Schichten des Steinkohlegebirges ausstreichen und sich in der Gegend die ältesten urkundlich erwähnten Steinkohlebergwerke des Ruhrgebietes überhaupt befanden. Bei der ehemaligen Schachtanlage Niederheide der Zeche Alte Haase befindet sich in der Elfringhauser Schweiz die südlichste Zechenkolonie des Ruhrgebietes.
Zu den Erhebungen zählen Schieferberg, Winterberg (315 m), Kottenberg, Sahlberg, Hölterberg, Eberg, Juttermannsberg (273 m), Immelberg, Ottoplatte, Hordtberg (245 m), Hansberg (228 m), Homberg, Nonnenberg, Kahlenberg und Zipperberg.
Siehe auch: Schweiz (Landschaftsbezeichnung) und Märkisches Schichtrippenland.